# Crazy Crazy （feat. Charli XCX & Kyary Pamyu Pamyu） / 原宿いやほい
「Crazy Crazy （feat. Charli XCX & Kyary Pamyu Pamyu） / 原宿いやほい」（クレイジー・クレイジー （フィーチャリング チャーリー・エックス・シー・エックス アンド キャリー・パミュ・パミュ）/ はらじゅくいやほい）は、2017年1月18日にワーナーミュージック・ジャパンから発売された中田ヤスタカ / きゃりーぱみゅぱみゅのシングル。

## 背景
中田ヤスタカソロ名義ときゃりーぱみゅぱみゅ名義の新曲1曲ずつに加え、各曲の別ミックスを収録したダブルA面スプリットシングルである。本作は、2人のライブイベント「〜SPECIAL DJ ✕ LIVE ZEPP TOUR 2016〜「YSTK×KPP」」の開催を記念して発売され、STEVE NAKAMURAによるCDのデザインもイベントのキーカラーである赤と黒に連動している。また、CDは90年代に発売されていた8センチCDをイメージしてデザインされている。
元々は、きゃりーぱみゅぱみゅの13枚目のシングルが2016年11月9日に発売される予定であったが、後にそのシングルは本作へと移行した形となった。
本作の発売を記念して、2017年1月28日に2人によるスペシャルライブ『ASOBINITE!!! -KYARY PAMYU PAMYU BIRTHDAY SPECIAL-YSTK×KPP CLUB EDITION』が開催予定である。

## Crazy Crazy （feat. Charli XCX & Kyary Pamyu Pamyu）
この楽曲は、きゃりーぱみゅぱみゅのデビュー5周年を記念して掲げた「5つのたくらみ」の最後の1つである「海外アーティストのコラボレーション」を実現したものであり、中田ヤスタカ書き下ろしの楽曲にイギリスの歌手チャーリー・エックス・シー・エックスがゲストボーカルとして参加している（チャーリーは作詞も担当している）。きゃりーにとって初の全編英語詩であったため、「本格的な英語は難しかった」とコメントしている。
MVの監督は関和亮が担当し、MV内ではチャーリー、中田、きゃりーが架空のバンドを組み演奏をしている。ちなみに、これは実際の演奏者の顔部分のみをスマートフォンアプリ「FACE SWAP」を使い3人の顔と合成したものである、撮影はロサンゼルスと東京にて行われた。

## 原宿いやほい
CD発売前の2016年11月14日に行われた「〜SPECIAL DJ×LIVE ZEPP TOUR 2016～『YSTK×KPP』」の最終公演にて初披露されていた。
MVの演出及び監督は前作「最&高」を担当した田中秀幸が担当した。ロシアンテイストの曲調に合わせ、振り付けはコサックダンスをモチーフにしたものに、衣装も雪国の民族衣装をイメージしたものになっている。撮影は12月半ばに、横浜のスタジオにて行われた。
お笑い芸人・夢屋まさるのネタ「パンケーキ食べたい」のBGMとして使われている。

## 収録曲
| 全作曲・編曲: 中田ヤスタカ。 |                                                                  |              |              |      |
| #                            | タイトル                                                         | 作詞         | 作曲・編曲   | 時間 |
| 1.                           | 「Crazy Crazy （feat. Charli XCX & Kyary Pamyu Pamyu）」         | Charli XCX   | 中田ヤスタカ | 3:46 |
| 2.                           | 「Crazy Crazy （feat. Charli XCX & Kyary Pamyu Pamyu） -remix-」 | Charli XCX   | 中田ヤスタカ | 4:41 |
| 3.                           | 「原宿いやほい」                                                 | 中田ヤスタカ | 中田ヤスタカ | 3:41 |
| 4.                           | 「原宿いやほい -extended mix-」                                  | 中田ヤスタカ | 中田ヤスタカ | 5:39 |
| 合計時間:                    | 合計時間:                                                        | 合計時間:    | 17:46        |      |